# Qëndrim Zyba
Qëndrim Zyba (* 3. února 2001 Suva Reka) je kosovský profesionální fotbalista, který hraje na pozici středního záložníka za český klub FC Slovan Liberec a za kosovský národní tým.

## Klubová kariéra
Zyba je odchovancem kosovského klubu KF Ballkani, z jehož akademie se v roce 2017 přesunul do FK Priština. Během tří let v klubu odehrál Zyba 71 soutěžních utkání, v nichž vstřelil 3 branky a přidal 6 asistencí a v létě 2021 slavil s Prištinou zisk ligové trofeje.
V létě 2022 přestoupil Zyba zpátky do svého mateřského klubu KF Ballkani. Hned ve své první sezóně vyhrál s klubem kosovskou ligu a zahrál si také v základní skupině Konferenční ligy.
Po roce a půl stráveném v Ballkani odešel Zyba na půlroční hostování do polské Legie Varšava. Během půlroku se však v klubu neprosadil, nastoupil jen do 7 soutěžních utkání a v létě 2024 zamířil zpátky do Kosova.
V červenci 2024 byl předmětem přestupových spekulací, o jeho služby měl zájem český klub FC Slovan Liberec. Jeho přestup byl zpečetěn 10. července, kdy s Libercem podepsal smlouvu do roku 2027.

## Reprezentační kariéra
Zyba je bývalým kosovským mládežnickým reprezentantem.
Dne 6. října 2023 byl Zyba poprvé povolán do kosovské reprezentace na kvalifikační zápasy o EURO 2024 proti Andoře a Izraeli. Debutoval o šest dní později proti Andoře, když byl zařazen do základní sestavy.